# Pchu-tchuo-šan
Pchu-tchuo-šan (čínsky 普陀山 pchin-jin Pǔtúo shān) je ostrov v Jihočínském moři, v Čou-šanské prefektuře provincie Če-ťiang Čínské lidové republiky. Pchu-tchuo-šan, respektive hora tvořící tento ostrov, je jednou ze Čtyř posvátných hor buddhismu.

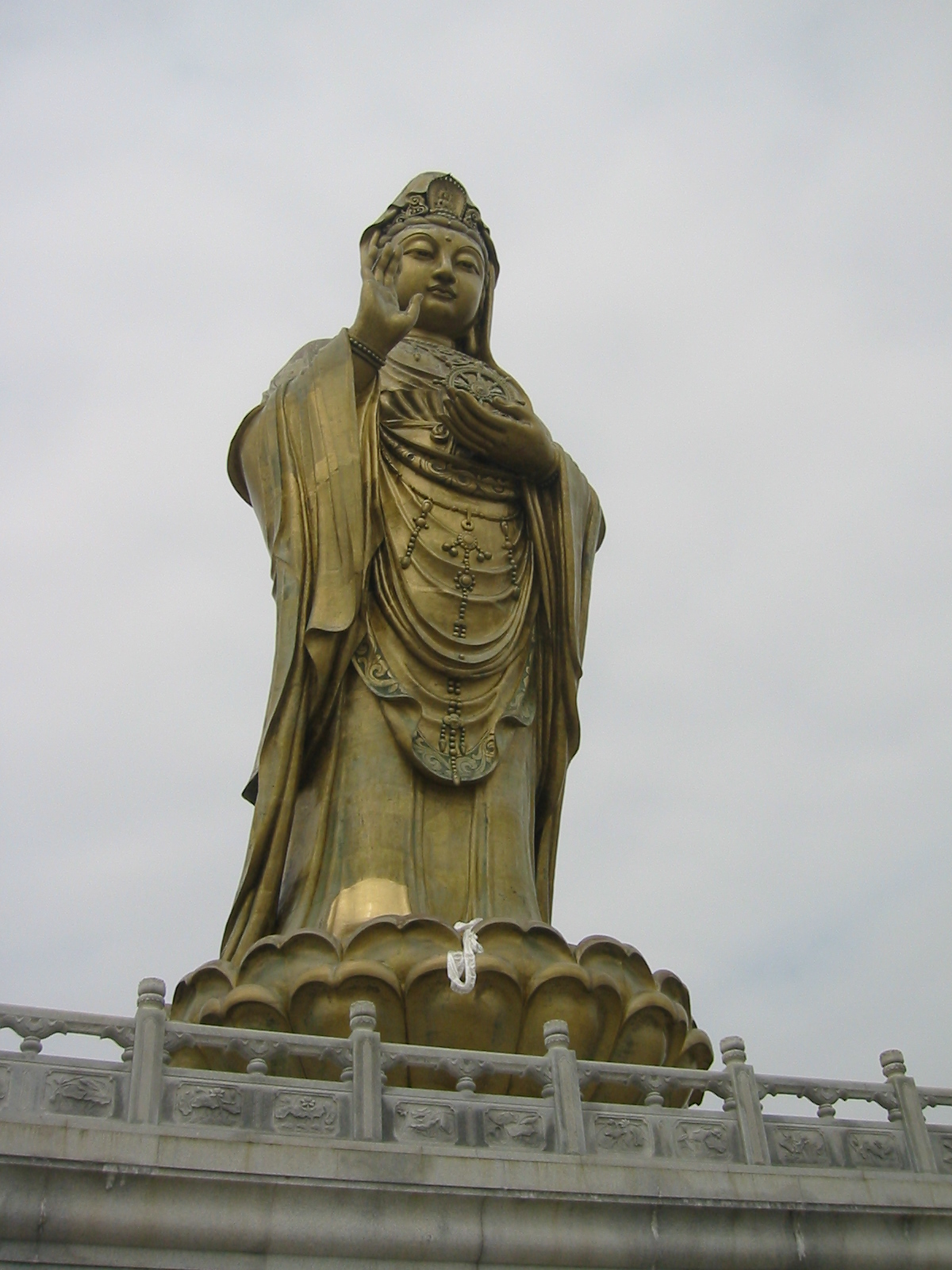
Socha Kuan-jin na Pchu-tchuo-šanu

Jméno ostrova je odvozeno od potálaky – horské rezidence Kuan-jin (ze stejného základu je odvozeno jméno paláce Potála ve Lhase). Na vrcholu hory se nachází klášter Chuej-ťi.